# Avitta obscurata
Avitta obscurata là một loài bướm đêm trong họ Noctuidae.